# Palacio Municipal de Álamos
El Palacio Municipal de Álamos es la sede del Ayuntamiento del municipio de Álamos, del estado mexicano de Sonora, ubicado en la cabecera municipal, la villa de Álamos. El edificio evoca a las fortalezas españolas de la época medieval, su construcción fue finalizada en el año de 1899, edificado de ladrillo y piedra. Dentro del palacio, se encuentra un teatro, que se utiliza para eventos cívicos, culturales y otros eventos diversos. Actualmente, es catalogado como Monumento de la Nación por el Instituto Nacional de Antropología e Historia
(INAH).